# Stanisław Szadyko
Stanisław Szadyko (zm. 21 lutego 2013) – polski filolog, ekonomista, profesor nauk humanistycznych, kierownik Katedry Języków Specjalistycznych  Wydziału Lingwistyki Stosowanej Uniwersytetu Warszawskiego.

## Życiorys
W 2010 r. uzyskał tytuł profesora nauk humanistycznych. Pracował w Katedrze Business Communication, Kolegium Gospodarki Światowej Szkole Głównej Handlowej. Był profesorem nadzwyczajnym w Instytucie Kulturologii i Lingwistyki Antropocentrycznej na Wydziale Lingwistyki Stosowanej Uniwersytetu Warszawskiego. Pochowany na cmentarzu Bródnowskim w Warszawie (kwatera 63B-5-29).